# Donat (biskup Euroei)
Donat, biskup Euroei w greckim Euroea w Fenicji, cs. Swiatitiel Donat, jepiskop Jewrii (zm. po 388) – żyjący w czasach panowania cesarza Teodozjusza Wielkiego (zm. 395), święty Kościoła katolickiego i prawosławnego.
Jego wspomnienie liturgiczne obchodzone jest w Kościele katolickim 30 kwietnia, w prawosławnym 30 kwietnia/13 maja.
Nie należy go mylić ze św. Donatem, biskupem Arezzo (zm. ok. 362).